# Renault Kadjar
Renault Kadjar – samochód osobowy typu SUV klasy kompaktowej produkowany pod francuską marką Renault w latach 2015–2022.

## Historia i opis modelu

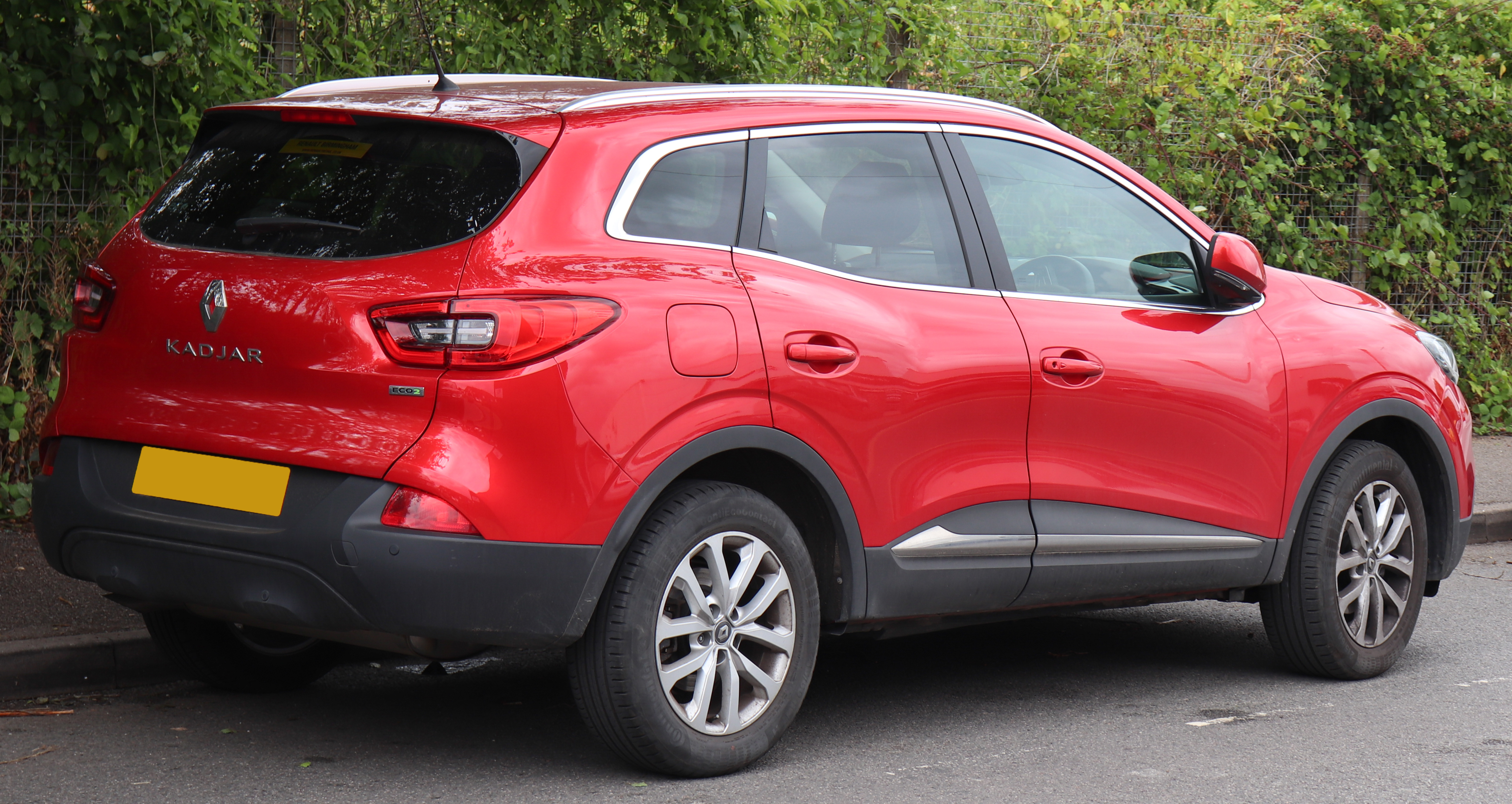
Renault Kadjar – tył

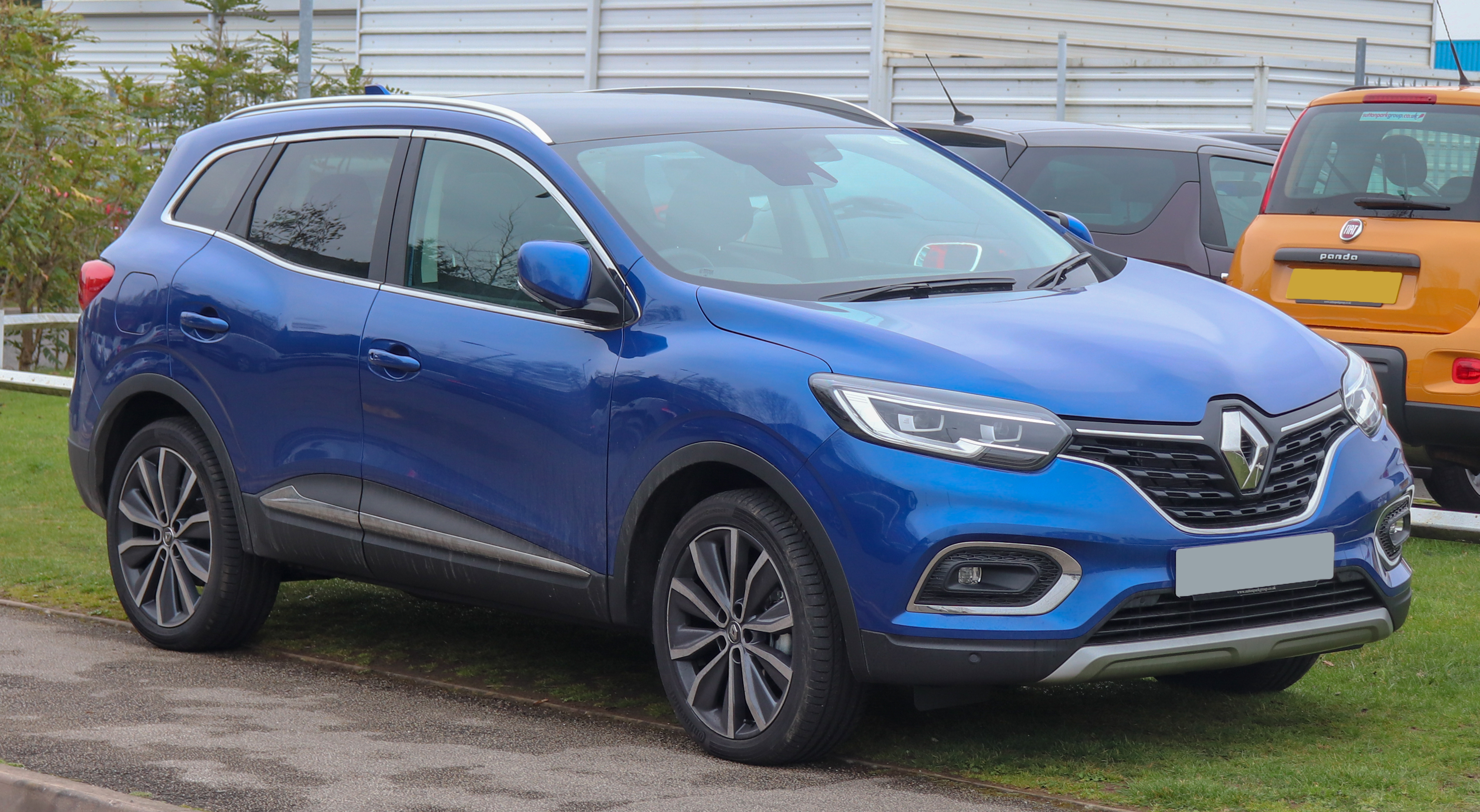
Renault Kadjar po liftingu

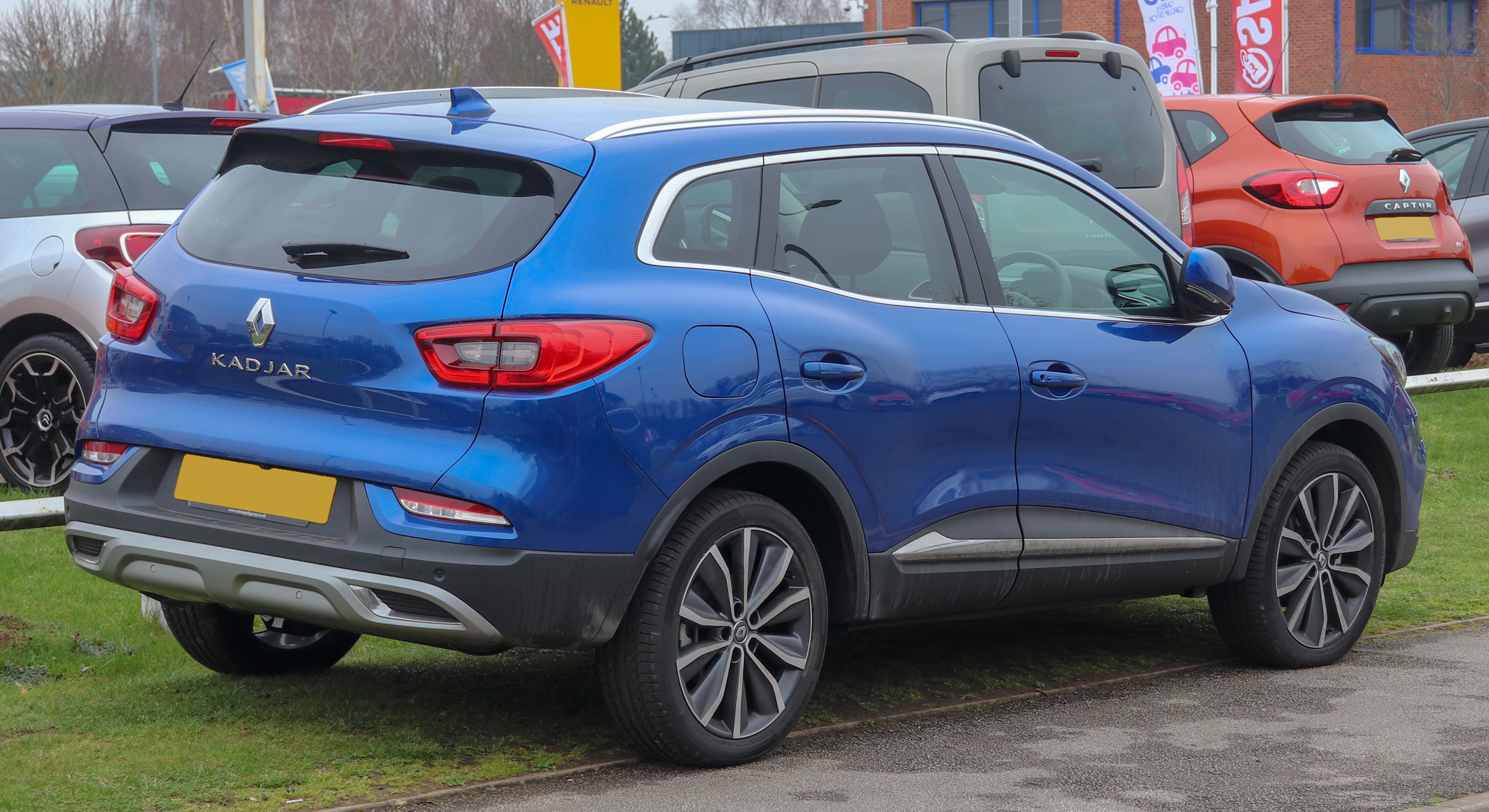
Renault Kadjar - tył po liftingu

Pojazd został po raz pierwszy zaprezentowany podczas targów motoryzacyjnych w Genewie w 2015 roku. Samochód zbudowany został we współpracy z japońskim koncernem Nissan. Wykorzystuje on m.in. płytę podłogową CMF modelu Nissan Qashqai. Nazwa "Kadjar" to połączenie słów KAD z terminu quad oraz JAR czyli zwinny i zwrotny.
Kadjar zastąpił pierwsze wcielenie modelu Renault Koleos, który dotychczas pełnił rolę kompaktowego crossovera w gamie Renault. Marka jednak nie uśmierciła tego emblematu – druga generacja Koleosa tym razem jest modelem o segment wyższym, przez co Kadjar zapełnia lukę powstałą między wcześniej wspomnianym modelem a miejskim Capturem.
W 2016 roku sprzedano w Polsce 2697 egzemplarzy Renault Kadjar, dzięki czemu zajął 43 lokatę wśród najchętniej wybieranych samochodów w kraju.

### Lifting
Na salonie samochodowym w Paryżu w 2018 roku zadebiutował odświeżony Renault Kadjar. Zmieniono m.in. zderzak przedni, drobne zmiany objęły także reflektory przednie. Reflektory tylne zostały wyposażone w podwojone kierunkowskazy led. We wnętrzu zmieniono m.in. konsolę środkową, klamki wewnętrzne, przyciski sterowania szybami i system multimedialny. Pod maską zadebiutowały nowe silniki benzynowe 1.3 TCe o mocach 140 i 160 km oraz odświeżone wysokoprężne Blue dCi. Pojazd oferowano ze skrzynią manualną oraz automatyczną, dwu sprzęgłową EDC.

### Wersje wyposażenia
- Life
- Zen
- Easy Life
- Intens

Limitowane:
- Limited
- Adventure
- Runmageddon
- Night&Day
- Black Edition
- BOSE

### Silniki
Benzynowe:
- R4 1.2 TCe 130 KM
- R4 1.6 TCe 163 KM
- R4 1.33 TCe 140 KM
- R4 1.33 TCe 160 KM

Diesla:
- R4 1.5 dCi 110 KM
- R4 1.5 dCi 115 KM
- R4 1.6 dCi 130 KM
- R4 1.6 dCi 4x4 130 KM
- R4 1.7 dCi 4x4 150 KM